# Pertecnato de sódio
Pertecnato de sódio é um Composto inorgânico com fórmula química NaTcO4.